# 西武8000系電車
西武8000系電車（せいぶ8000けいでんしゃ）は、2025年（令和7年）より運行を開始した、西武鉄道の通勤形電車。小田急8000形を譲受のうえ改造した「サステナ車両」として登場した。
本項では個別の編成について、飯能・西武新宿方（国分寺線においては東村山方、小田急線内においては小田原方）先頭車の車両番号で代表し「N編成」の表記とする（例：8103編成）。なお、小田急時代に関する記述については同社での表記に倣うものとする。また編成内の各車両については、号車位置が小田急時代と同じであることから「N号車」の表記を基本とする。

## 概要
環境負荷の低減などを目的として車両のVVVFインバータ制御化などを進めるために導入する「サステナ車両」の第一弾として、小田急電鉄の8000形を譲受・改造した車両。改造は小田急エンジニアリングが手掛けている。
国分寺線向けに6両編成7本の導入が予定されており、サステナ車両全体として2029年度に導入が完了する見込み。なお、サステナ車両としては本系列のほかに東急9000系・9020系の譲受が予定されている。第1編成は2024年（令和6年）5月に到着、2025年（令和7年）1月に主要な改造が完了しており、同年5月より営業運転を開始した。

## 登場の経緯

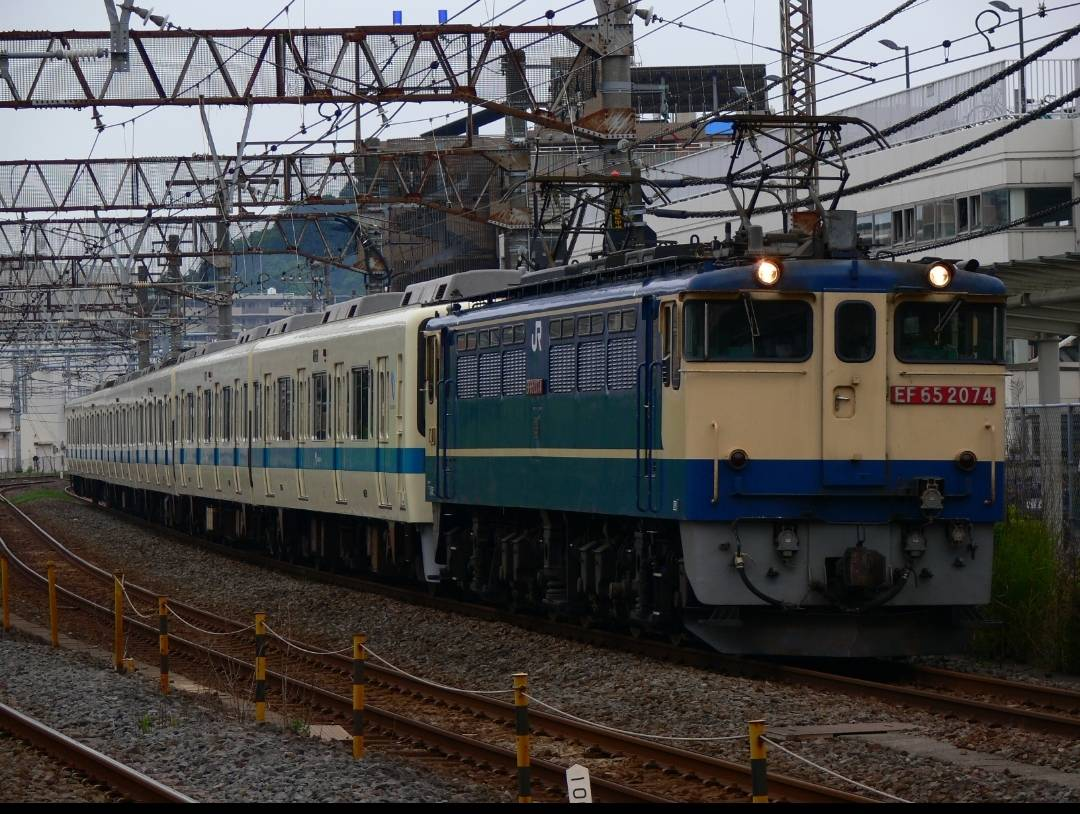
西武鉄道へ甲種輸送中の小田急8261×6（2024年5月19日）

先に発表されていた「サステナ車両」の第一弾として、元小田急8000形6両編成約40両を国分寺線に導入し、その第1編成が2024年度より運行を開始する予定であることが2023年（令和5年）9月26日に公表された。小田急時代に徹底した更新工事（車体修理工事）が行われており、車体や経年の浅い機器類など、総じて状態が良好であることが評価された模様で、具体的な導入数は6両編成7本の42両となることが2024年（令和6年）9月20日発売の鉄道ファン誌で明かされている。
西武鉄道での形式名（8000系）とデザインは、前述の発表からちょうど1年後となる2024年（令和6年）9月26日に公表された。この形式名については、小田急電鉄の「8000形」であることを踏まえたものとしている。運行開始予定時期については、2025年（令和7年）1月7日の発表において当初予定の2024年度末から2025年5月末に変更したものとされ、その後5月9日に定期列車としての営業運転開始日が5月31日であると発表された。
第1編成は小田急8261×6で、2024年（令和6年）5月19日未明から20日にかけて小田急電鉄の新松田駅から、JR線を経由し西武鉄道の小手指車両基地まで甲種輸送が行われた。小手指車両基地で誘導障害試験や係員の教育を行った後、7月1日未明に武蔵丘車両基地まで自力回送。同日朝に隣接する武蔵丘車両検修場へ入場し、各種改造が進められた。
同編成は8103編成として2025年（令和7年）1月7日に武蔵丘車両検修場を出場（同日発表）、武蔵丘車両基地へ移動した。1月14日に南入曽車両基地への回送を兼ねて初の本線試運転が行われ、月末より各路線で試運転を実施。2月末までに本系列が走行可能な全ての区間へ入線し、3月末までに運行開始に必要な試験を終えた。その後4月10日に報道公開が行われ、同月末から5月上旬にかけて乗務員訓練を実施していた。
西武鉄道では同編成の甲種輸送や自力回送、また改造やデザイン検討時の様子を公式X（旧Twitter）やYouTubeに随時投稿しているほか、かわら版にもレポートを掲載している。改造作業の様子については報道陣にも公開された。
2025年5月31日のデビューを前にツアー運行（後述）が行われており、初の営業運転となる5月24日には西武新宿駅で小田急と西武の乗務員による引継ぎ式が行われた。

## 車両概説・改造内容
外観デザインは大きく変更されたが、一般的な寿命に達していることもあり、その他の改造は最低限に留められた。使えるものはしっかりと活用するサステナブルな改造を意識したものとなっている。
細部には手が加えられているものの、車体そのものや内装、走行機器などは小田急時代とほぼ変わらない。譲渡車ゆえに、アルストムリンク式の台車や分散式の冷房装置、シングルアームパンタグラフの向き、ドアチャイムの音色など、西武鉄道の他系列には見られない独自の特徴を多数持つ。

### 外観
外観のデザインについては西武鉄道社内で車両関係の係員から案を募り、検討の上で決定した。サステナビリティを重視しつつ「西武らしさ」「地域との共生」「環境負荷低減」をアプローチできるデザインを募集し、集まった38名全75作品の応募のなかから、車両所に所属する入社3年目の若手社員による案が採用された。さらに発案者と車両部、フィルムメーカーを交えて確認、調整が行われている。西武線に昔からいたような電車と見てもらえるよう心掛けたという。
デザイン
アイボリーをベースに、コーポレートカラーのグラデーション（青・緑・青）を配したデザインとした。アイボリーの塗料は4000系・8500系に使用している「アイボリーホワイト」（マンセル値10Y9/1）で、小田急時代の「ケープアイボリー」（5Y8/3）より若干薄い。配色については30000系を意識しており、これに近いデザインとなっている。グラデーションの意匠については30000系や40000系では横方向のストライプ状であったところ、本系列では新たに「永遠」「発展」「繁栄」を表す市松模様にアレンジしており、模様のサイズは検討を重ねた上で、前面・側面とも角丸の50 mm角としている。
前面は窓からライトケース上端までの間を黒く塗装した上で、この下に市松模様のグラデーションを配置。前面のグラデーションは下部を楕円状の輪郭とした上で、アイボリーとの境目は不自然にならないようにフェードアウトするようなぼかしをかけている。手摺は上部を除いて黒色の塗装となった。
側面は各扉間の窓下に前面同様のグラデーション模様を配置、車端部や乗務員室扉との間にも同様に（扉間のものを途中でカットするような形で）配しているほか、肩部には同系統のグラデーションで単純な帯を入れている。前面の車両番号表記は白色で窓の左下に配置、側面は灰色で異例となる片面2箇所の配置（車端上部：通常サイズ、逆エンドの扉付近裾部：小さめ）となっている。その他各種表記類は40000系と同系統のデザインが用いられ、またドアの戸当たり部には黄色の警戒帯が追加された。
車体の改造
その他、車体関係の改造としては以下のものがある。
- 側面乗務員室扉脇の握り棒を変更（客室寄りの2段になっている箇所を1段に改造）[23][28]。
- 小田急時代の表記・銘板類を取り外し[注 6][33][25][34][35]。なお、妻面の製造銘板はそのまま残されている[36][18]。
- 列車無線アンテナを西武での標準品に変更[23][36]。隣にある信号炎管は西武車では設置されていないが、撤去されず残された。

### 内装
変更点
内装は小田急時代とほぼ変わっておらず、大掛かりな変更は以下の2点程度。
- 車端部の座席を4人掛けから3人掛けへ変更[37]。座席そのものの幅は同じで[28]、1人あたりの幅が410 mmから約547 mmへと拡大した[注 7]。優先席部に設置しているスタンションポールもあわせて移設[38][37][28]。モケットは既存品と色柄を極力合わせたものを使用しているが[39]、触り心地に違いが生じている[40]。
- 優先席の配置を西武標準に合わせて変更[41]。1号車寄りを基本とする配置から、号車ごとに互い違いとなる配置へ変更するため、3・5号車のみ1号車寄りから6号車寄りへ付帯設備を含めて移設。

その他、細部に以下のような変更が加えられている。
- 表記類を必要に応じて西武標準に合わせ変更・追加（一部は小田急時代のものを引き続き使用）[42][32][38]。車内の銘板は既存の改造銘板を残した上で[注 8][43]、西武での車両番号や改造の表示を一体化したステッカーが新たに追加された[注 9][44]。
- 広告枠の変更[38][26]。肩部（まど上）の広告は小田急ではインターサイズを使用していたのに対し、西武ではより高さの大きいB3版が主流のためレールを追加して対応[28][36]。また中づり広告の位置も一部で変更している[38][28]。
- 室内灯のLED化[26][37]、防犯カメラ（室内灯一体型）の設置[37][38]。

総括
座席はロングシートで扉間7人掛け、車端部3人掛けで、優先席の位置を含めて西武での標準的な配置となった。車椅子スペースは両先頭車の先頭部右側に設置されており、これは小田急時代に設置されたものであるが近年の西武車の標準的な配置と概ね変わらない。弱冷房車は西武標準の2号車で、小田急時代と同じ。なお小田急時代は1号車が女性専用車、3号車が子育て応援車となっていたが、これらは設置されていない。
このほか案内設備として、ドアチャイム、LED車内表示器（千鳥配置）、自動放送装置などを小田急時代と変わらず装備している。
基本的に寸法面での変化はないものの、車両定員は西武鉄道での現行基準で再計算しており、小田急時代とは異なるものとなった。

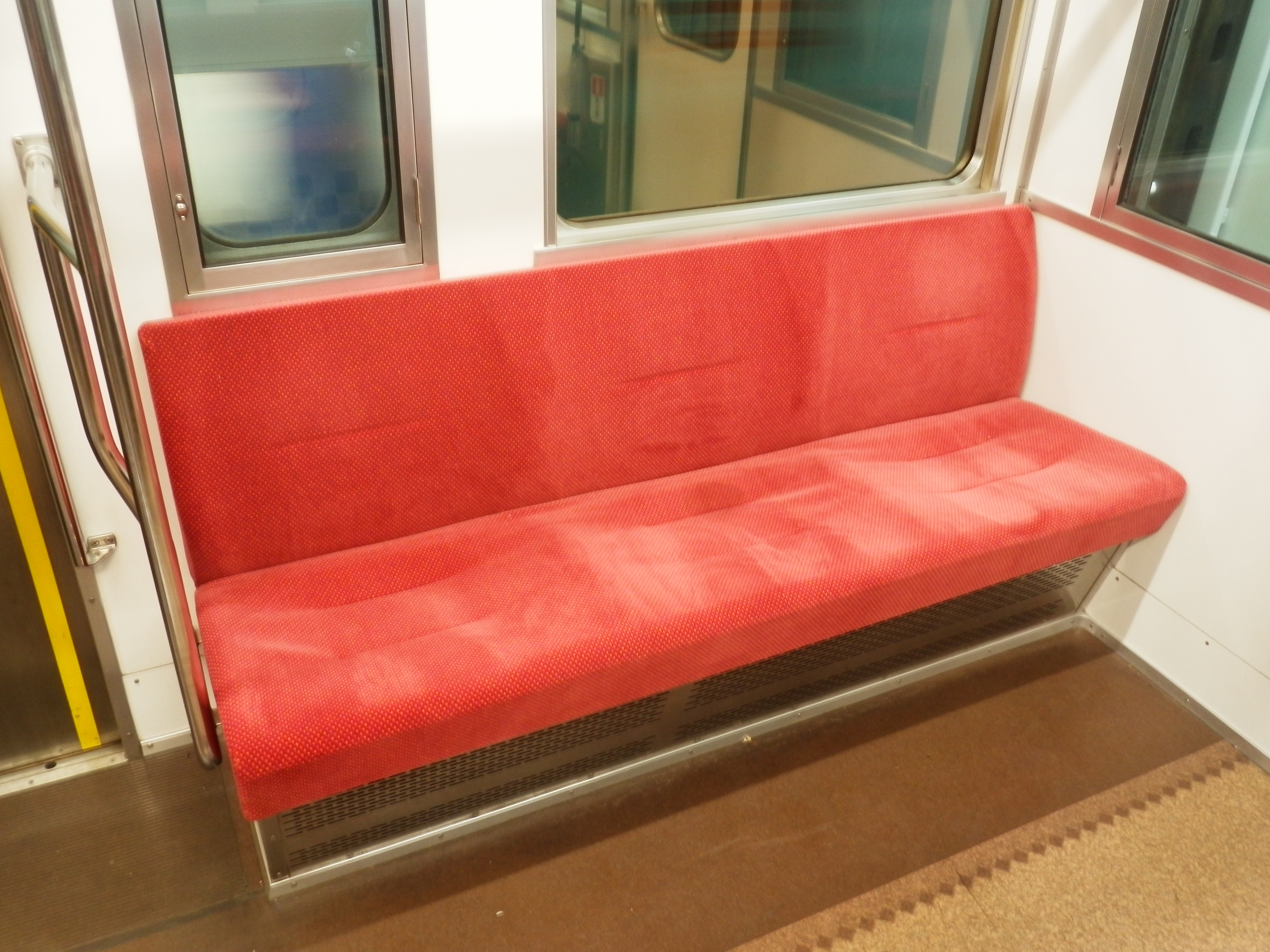
車端部の3人掛け座席 （2025年6月）
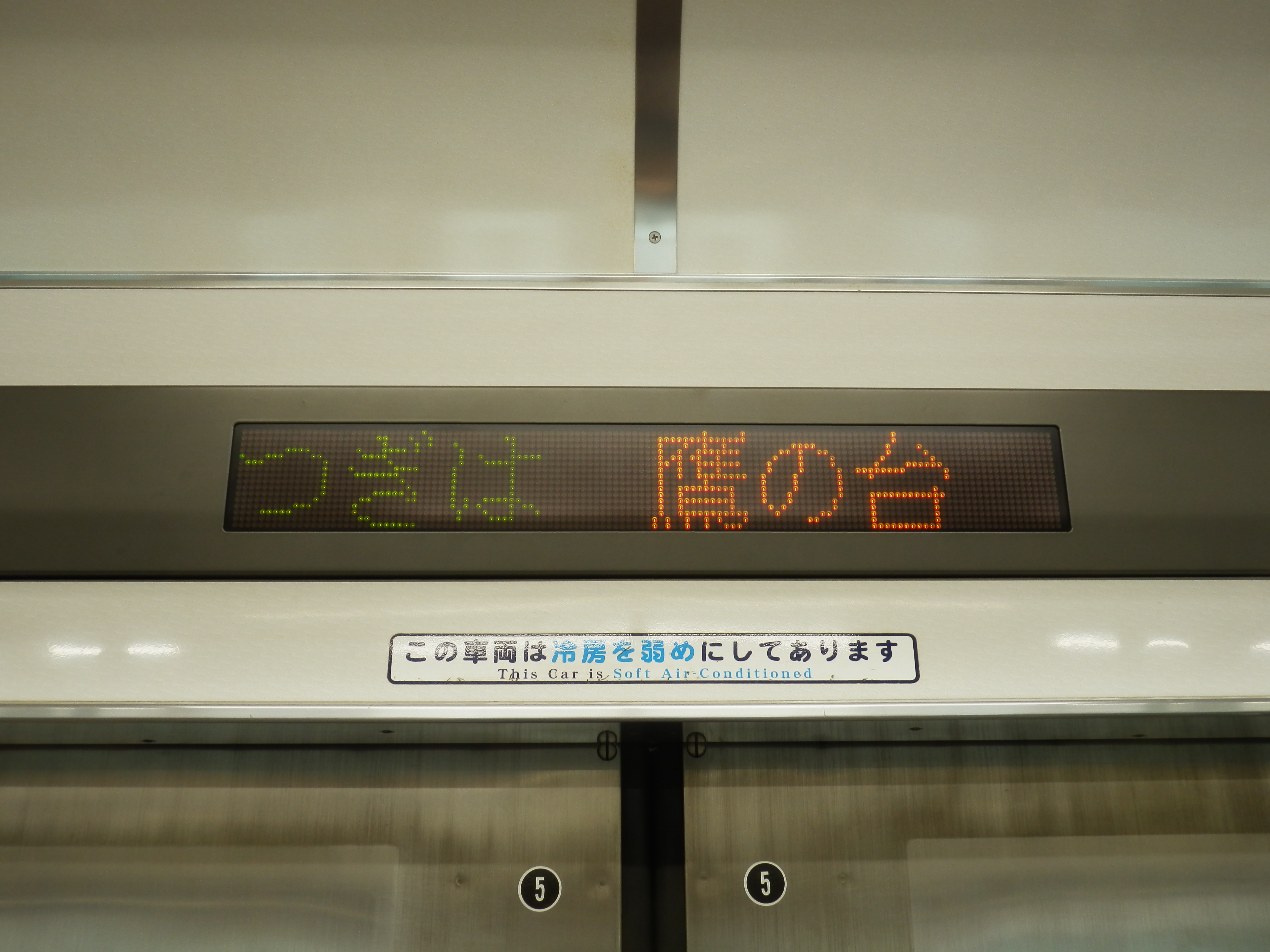
LED車内表示器 （2025年6月）

### 機器・その他
上記のほか、以下のような変更が行われている。
- 各種保安装置の変更（ATS装置・列車無線装置の取替、列車情報装置の設置など）[38][28][18]。
- 電気連結器を撤去、あわせてスカートの形状を変更（6号車：旧クハ8200番台）[28]。スカートは中央部の部材を取り替える形で対応されており、輪郭は1号車と変わらないが面の構成が異なる。
- 蓄電池を増強（3号車の床下機器配置を変更し新設）、内部を新品に更新[28][16][18][40]。これは停電後の供給時間が小田急の規定では30分であるところが西武では60分以上となっているためで[28][38]、外箱や周辺機器は小田急での廃車発生品を流用している[28]。
- 中間車床下の踏段を撤去[46]。
- 制輪子を西武で使用しているものへ変更[36]。
- パンタグラフの舟体を西武での標準品に変更[36]。
- 機器・機能の表示名を西武に合わせ一部変更（乗務員室内のスイッチ等）[40]。
- 乗務員室の床敷物を張り替え（デザインは変わらず）[23]。

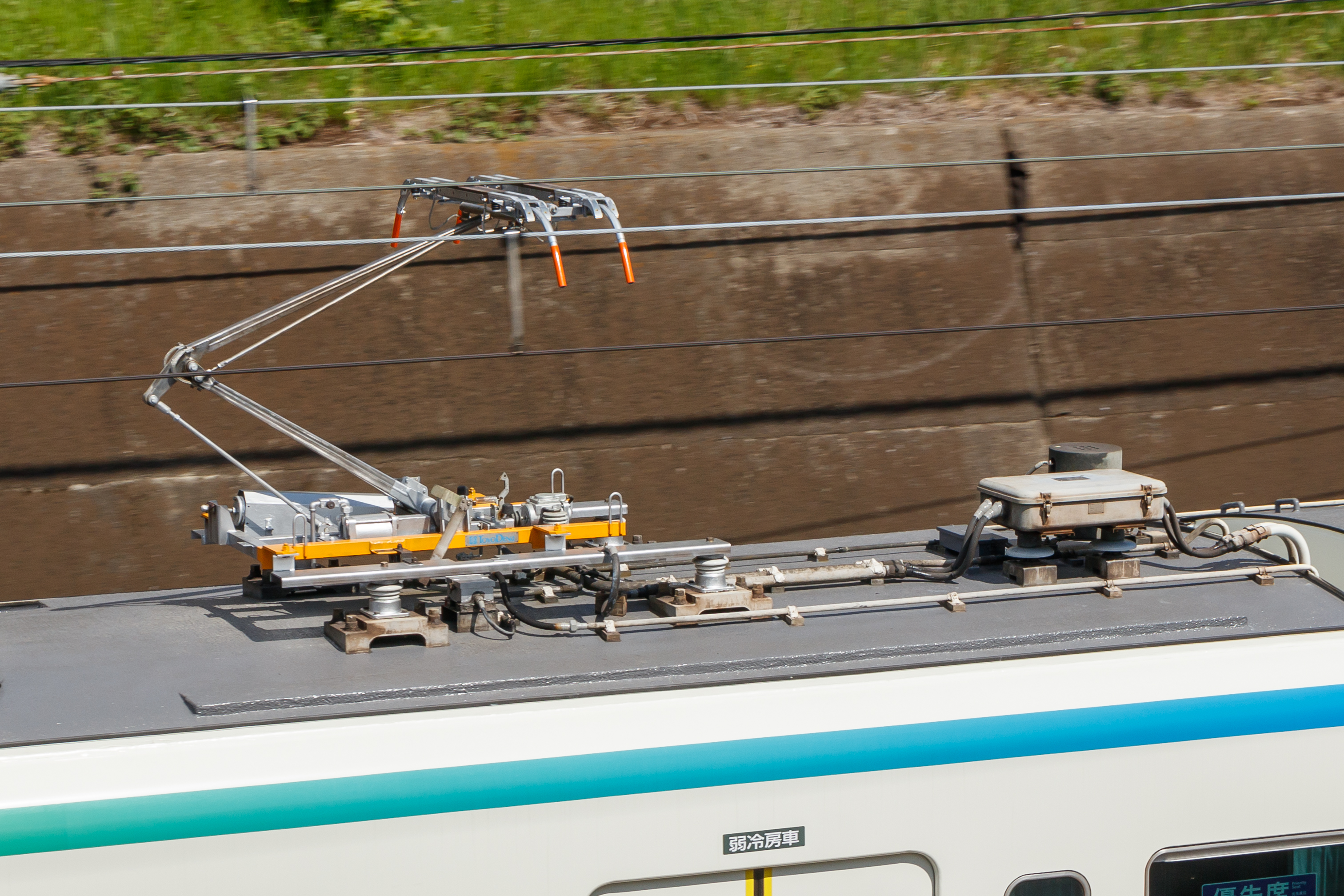
舟体が変更されたパンタグラフとその周辺 （モハ8203 2025年4月）
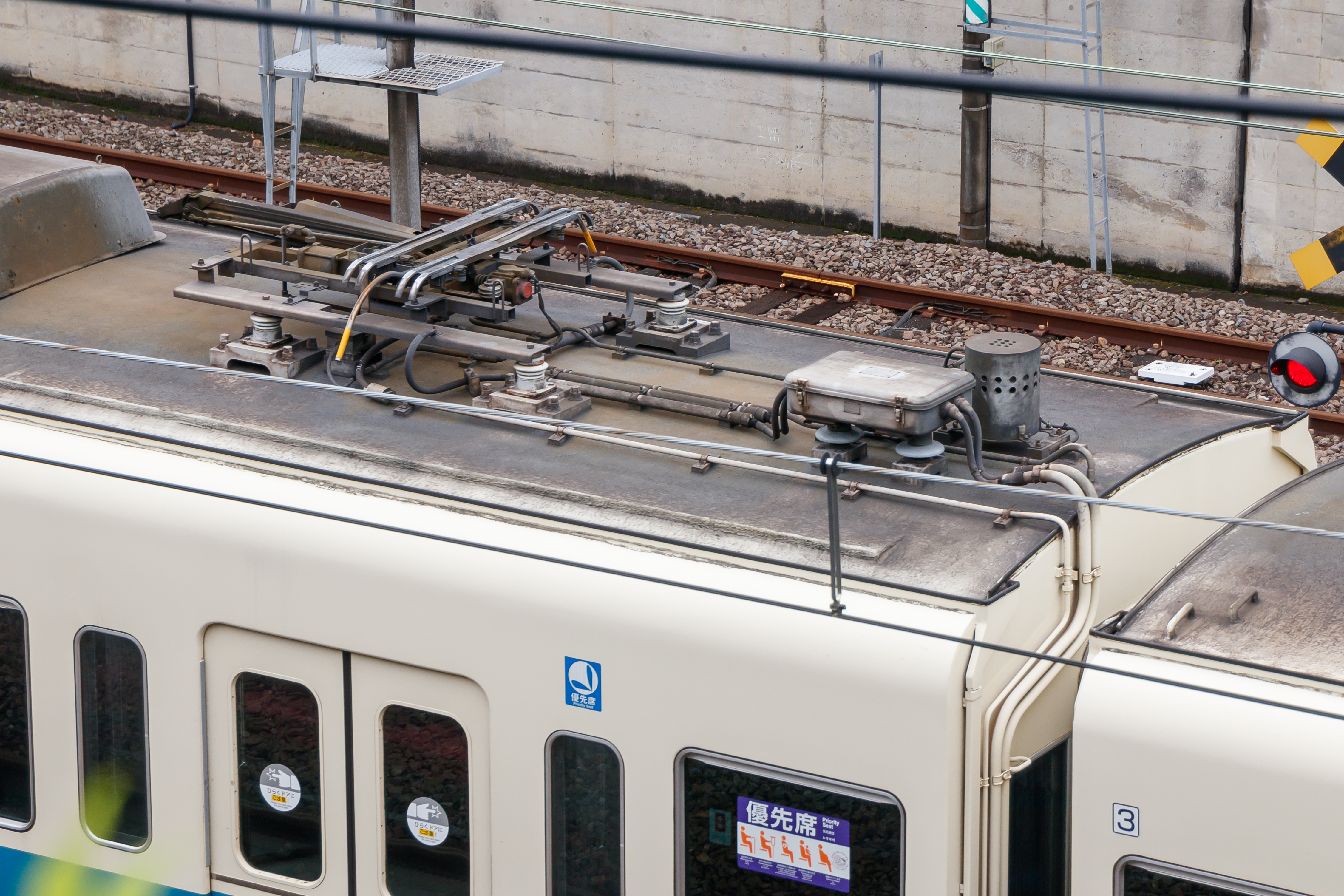
改造前のパンタグラフ周辺 （デハ8311 2024年5月）
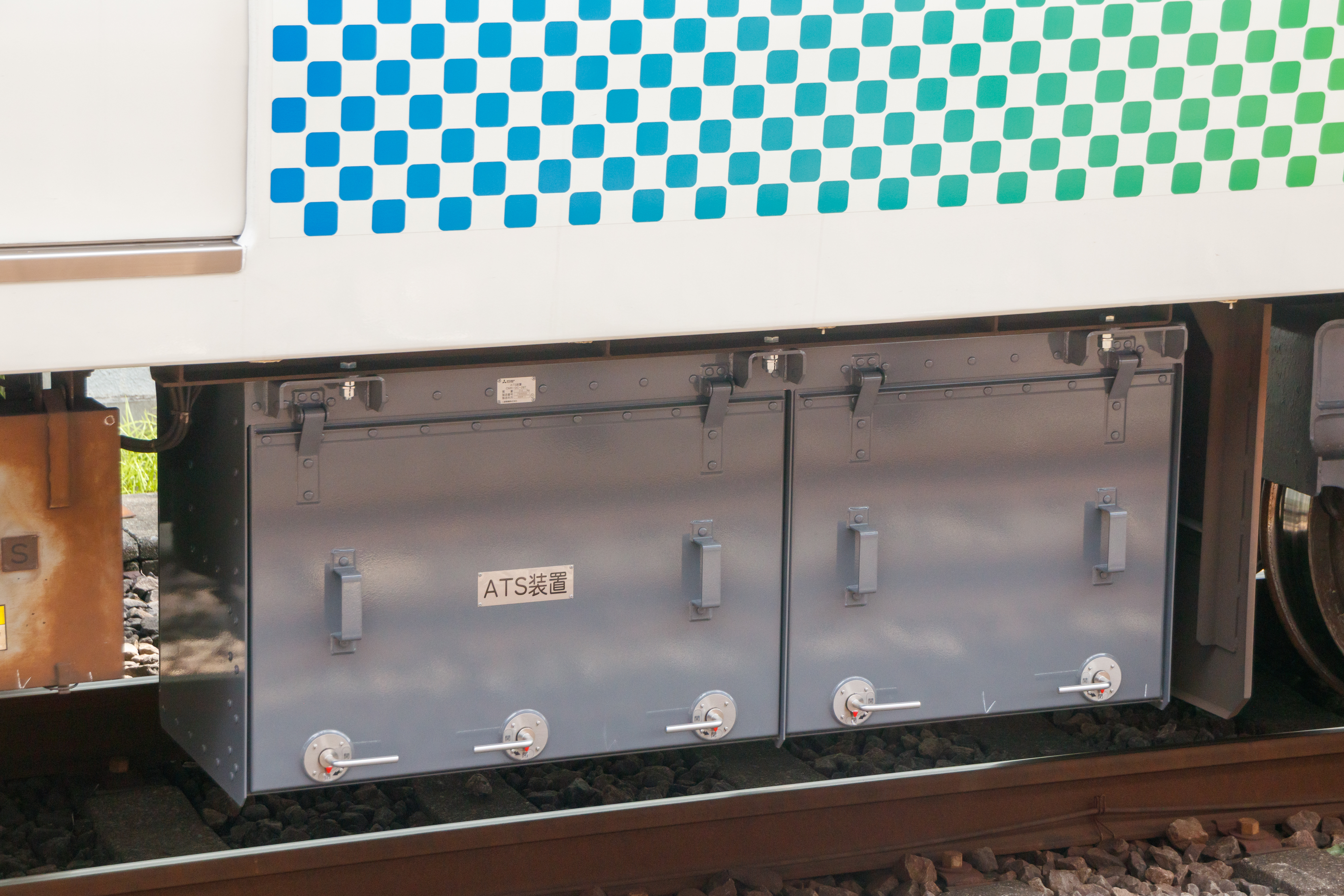
交換されたATS装置 （クハ8003 2025年5月）
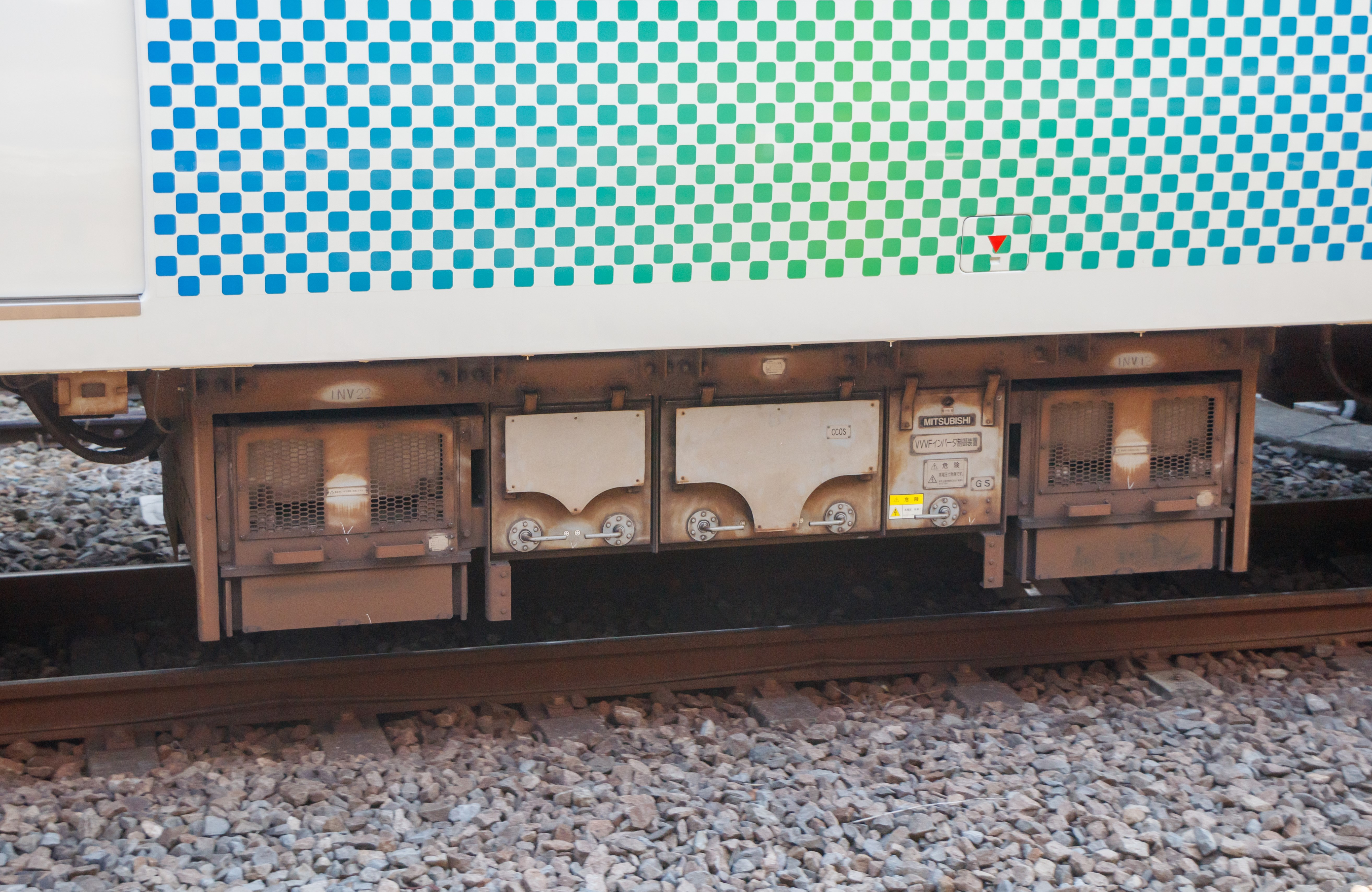
既存のVVVFインバータ装置 （モハ8803 2025年4月）
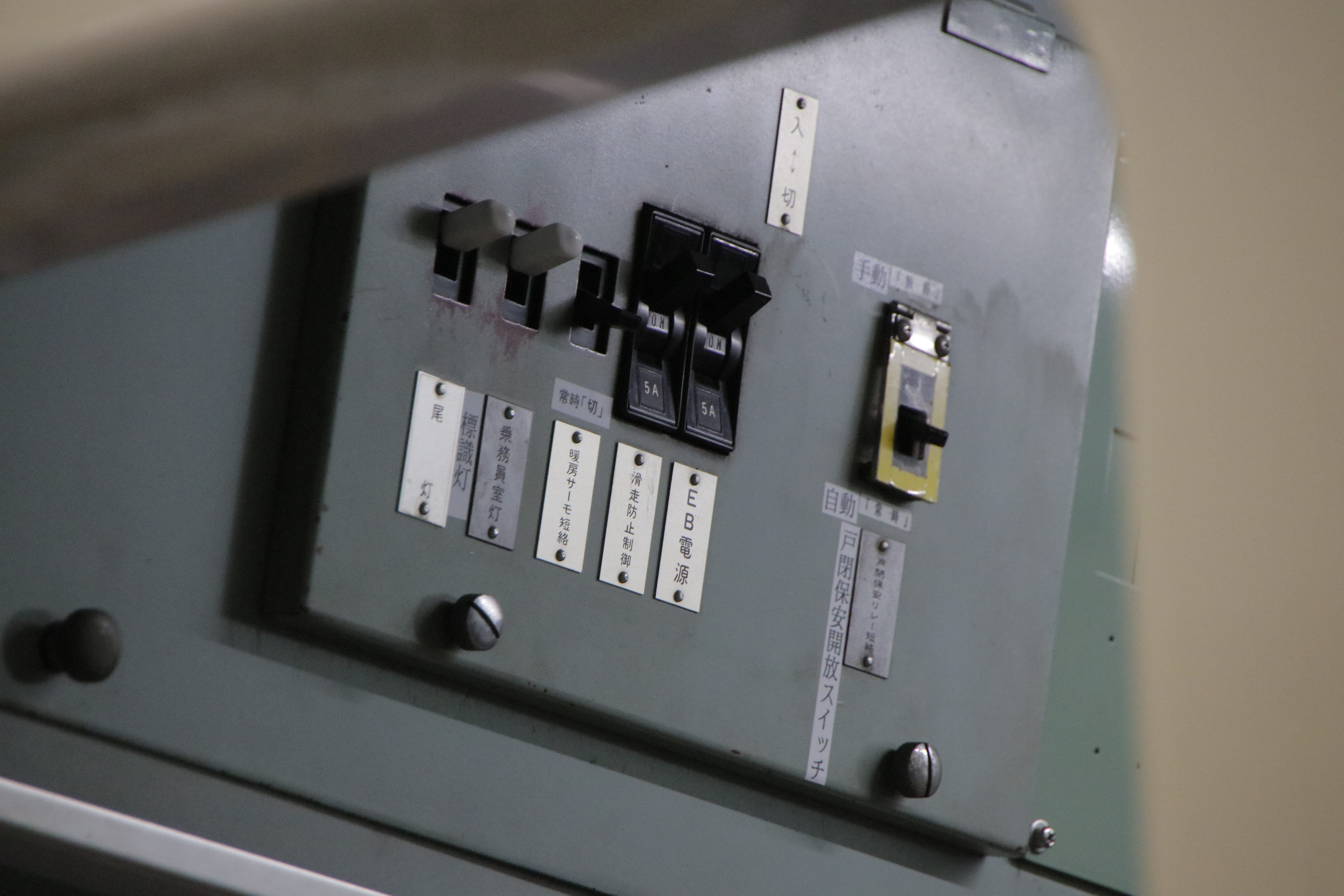
乗務員室内のスイッチは一部で表記を改めている。 （クハ8103 2025年5月）

## 運用
玉川上水車両基地に所属し、国分寺線にて2025年5月31日より定期列車での営業運転を開始した。
国分寺線の車両は以前、新宿線の南入曽車両基地を拠点に運用されていたが、東村山駅の高架化工事のため同線との直通運転ができなくなり、2019年3月のダイヤ改正以降は玉川上水車両基地が拠点となっている。なお、この入出庫経路の変更によって車両の向きが逆転している。

### 臨時列車など
デビューに先立ち、5月24日と25日には小田急8000形との乗りくらべができるツアー運行が行われた。デビュー後の6月7日には武蔵丘車両検修場の公開イベントにあわせたツアー運行が行われた。

## 編成
編成構成は小田急時代と変わらないが、各車の形式・車種・車両番号が新たに付与されている。
基本的な付番方式は6000系以降の車両に準拠するものの、百位は10両編成からちょうど中央の部分を抜いた形で付番されている。この体系は20000系8両編成や9000系ワンマン車でも見られるが、前者は登場が古く、後者は編成短縮によるものでいずれも10両との共通化が念頭にある。8000系においては6両編成のみであり、また同時期に登場した40000系8両編成と異なるという点でそれらの前例とは状況を異としているが、今回は8500系との重複を回避するためという理由が考えられる。
車両番号の下二桁はこれまで新造車では（番台区分を除いて）単純に01から付番していたが、今回の第1編成は「03」とされており、これは種車の番号（6両編成の第11編成）とも異なっている。これについては導入予定である7編成の内における製造順序を表している（今後8261×6よりも若い番号の編成が2本譲渡される）と推測することができる。

### 編成表
| [ 38 ]              | ← 東村山（国分寺線）国分寺（国分寺線） → ← （飯能 / 西武新宿）（池袋・西武秩父 / 本川越・拝島） → ← （小田原・藤沢・唐木田）（新宿・片瀬江ノ島） → | ← 東村山（国分寺線）国分寺（国分寺線） → ← （飯能 / 西武新宿）（池袋・西武秩父 / 本川越・拝島） → ← （小田原・藤沢・唐木田）（新宿・片瀬江ノ島） → | ← 東村山（国分寺線）国分寺（国分寺線） → ← （飯能 / 西武新宿）（池袋・西武秩父 / 本川越・拝島） → ← （小田原・藤沢・唐木田）（新宿・片瀬江ノ島） → | ← 東村山（国分寺線）国分寺（国分寺線） → ← （飯能 / 西武新宿）（池袋・西武秩父 / 本川越・拝島） → ← （小田原・藤沢・唐木田）（新宿・片瀬江ノ島） → | ← 東村山（国分寺線）国分寺（国分寺線） → ← （飯能 / 西武新宿）（池袋・西武秩父 / 本川越・拝島） → ← （小田原・藤沢・唐木田）（新宿・片瀬江ノ島） → | ← 東村山（国分寺線）国分寺（国分寺線） → ← （飯能 / 西武新宿）（池袋・西武秩父 / 本川越・拝島） → ← （小田原・藤沢・唐木田）（新宿・片瀬江ノ島） → |
| 号車                | 1 | 2 | 3 | 4 | 5 | 6 |
| 形式                | クハ8100 (Tc1) | ＞ モハ8200 (M1) | サハ8300 (T) | ＞ モハ8800 (M3) | モハ8900 (M4) | クハ8000 (Tc2) |
| 搭載機器            | CP | VVVF1 | SIV, BT | VVVF2 | SIV, BT | CP |
| 車内設備            | ♿︎ | 弱冷房車 | | | | ♿︎ |
| 自重                | 31.0 t | 39.7 t | 33.6 t | 40.2 t | 39.2 t | 31.2 t |
| 定員（人） （座席） | 147 (45) | 157 (54) | 157 (54) | 157 (54) | 157 (54) | 147 (45) |
| 車両番号 （旧車号） | 8103 (8561) | 8203 (8511) | 8303 (8461) | 8803 (8311) | 8903 (8211) | 8003 (8261) |

凡例
- ＞：集電装置（シングルアームパンタグラフ）
- VVVF1：主制御器（VVVFインバータ装置/1C4M1群）
- VVVF2：主制御器（VVVFインバータ装置/1C4M2群）
- SIV：補助電源装置（静止形インバータ）
- BT：蓄電池
- CP：空気圧縮機
- ♿︎：車椅子スペース